# Grand Prix Stan Ockers
Der Grand Prix Stan Ockers war eine Radsportveranstaltung in Frankreich. Es war ein Straßenrennen, das als Eintagesrennen ausgetragen wurde und fand von 1957 bis 1963 statt.

## Geschichte
Der Kurs führte rund um Valentigney, der Wettbewerb fand jeweils im Mai statt. Das Rennen wurde in Gedenken an den belgischen Radrennfahrer Stan Ockers veranstaltet. Von 1959 bis 1963 war es Teil der Super Prestige Pernod-Serie und den Berufsfahrern vorbehalten. Der Grand Prix hatte sechs Auflagen und fand 1963 zum letzten Mal statt.
Nach 1964 wurde der Grand Prix für einige Jahre als Rennen für Amateure fortgeführt.

## Sieger
- 1957  Raymond Impanis
- 1958  André Vlayen
- 1959  René Privat
- 1960  Seamus Elliott
- 1961 nicht ausgetragen
- 1962  Joseph Velly
- 1963  Willy Bocklant